# アルマースバッハ・イム・タール
アルマースバッハ・イム・タール (ドイツ語: Allmersbach im Tal) はドイツ連邦共和国バーデン＝ヴュルテンベルク州レムス＝ムル郡に属す町村（以下、本項では便宜上「町」と記述する）である。この町はシュトゥットガルト地方（1992年まではネッカー中流地域）およびシュトゥットガルト大都市圏に属す。

## 地理

### 位置
アルマースバッハ・イム・タールは、シュトゥットガルトの東、シュヴァーベンの森辺縁部のバックナング盆地、海抜 285 m から 315 m に位置している。

### 自治体の構成
アルマースバッハ・イム・タールは、アルマースバッハ・イム・タール地区とホイテンスバッハ地区からなる。町内には廃村フォクトヴァイラーがある。

### 土地利用
| 土地用途別面積 | 面積 (km2) | 占有率 |
| -------------- | ---------- | ------ |
| 住宅地         | 0.81       | 10.2 % |
| 産業用地       | 0.12       | 1.5 %  |
| レジャー用地   | 0.08       | 1.0 %  |
| 交通用地       | 0.50       | 6.2 %  |
| 農業用地       | 3.65       | 45.9 % |
| 森林           | 2.59       | 32.5 % |
| 水域           | 0.03       | 0.4 %  |
| その他の用地   | 0.18       | 2.3 %  |
| 合計           | 7.96       |        |

出典: Statistisches Landesamt Baden-Württemberg

## 歴史
アルマースバッハ・イム・タールは、レーヴェンシュタイン女伯リヒンツァによるドイツ騎士団ヴィネンデン司令部への寄進と関連して、1291年に初めて記録されている。この寄進の結果、領主権はドミニコ会ヴァイラー・バイ・エスリンゲン女子修道院のものとなったが、宗教改革によってヴュルテンベルクに移譲された。アルマースバッハ・イム・タールは1712年まで修道院農場監督管区に、1807年まではヴァイラー・バイ・エスリンゲン修道院の修道院運営部門、その後はオーバーアムト・バックナングに属した。このオーバーアムトは1934年にクライス・バックナング、1938年に拡張されてラントクライス・バックナングとなった。これにより、アルマースバッハ・イム・タールは1806年から1918年まではヴュルテンベルク王国、1918年からはヴュルテンベルク自由人民州、1945年から1952年まではヴュルテンベルク＝バーデン州に属した。
ホイテンスバッハは、1972年1月1日にアルマースバッハ・イム・タールに合併した。

## 行政

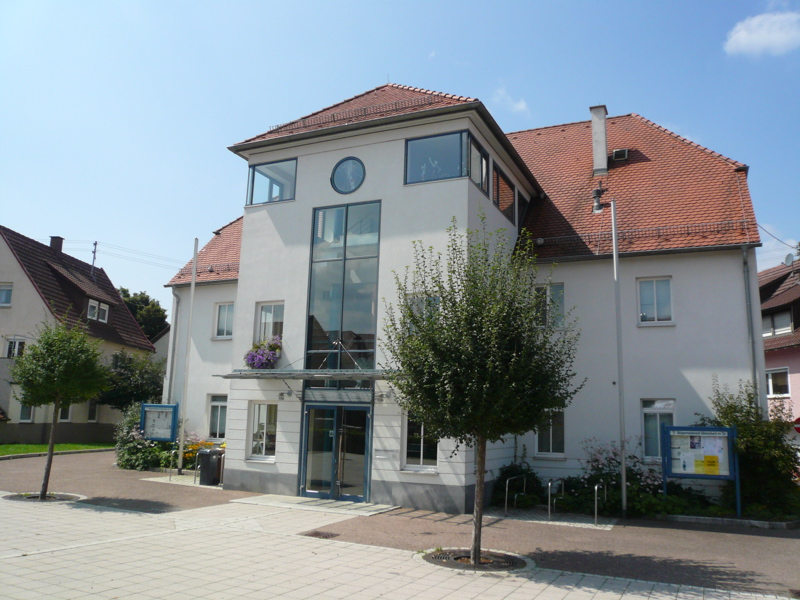
アルマースバッハ町役場

### 首長
- 1975年 - 1999年: リューディガー・キーニンガー
- 1999年 - 2021年: ラルフ・ヴェルナー
- 2021年 - : パトリーツィア・ラル

### 町議会
アルマースバッハ・イム・タールの町議会は、選挙で選ばれた14人の名誉職の議員と議長を務める町長で構成されている。町長は町議会において投票権を有している。

## 経済と社会資本

### アンテナ基地

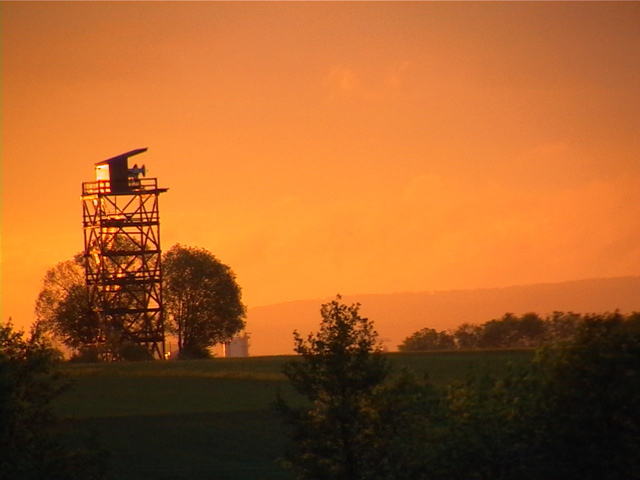
アンテナ基地

エリクソン社（1903年から1954年までテレフンケン、1955年から1982年まで AEG、1983年から1995年まで ANT ナハリヒテンテクニーク、1996年から1999年までボッシュ・テレコム、2000年から2006年まではマルコーニ・コーポレーション plc と変遷した）は、アルマースバッハ・イム・タールにアンテナ基地を設けている。ここには3本のアンテナ（北緯48度54分45秒 東経09度27分49秒 / 北緯48.91250度 東経9.46361度、北緯48度54分36秒 東経09度27分32秒 / 北緯48.91000度 東経9.45889度、北緯48度54分51秒 東経09度27分41秒 / 北緯48.91417度 東経9.46139度が立っている。

## 人物

### ゆかりの人物
- アリク・ブラウン（ドイツ語版、英語版）（1988年 - ）チェス選手